# Esa Pirnes
Esa Pirnes (* 1. April 1977 in Oulu) ist ein ehemaliger finnischer Eishockeyspieler, der in der Liiga bei Kärpät Oulu, Jokerit Helsinki, Tappara Tampere und die Espoo Blues aktiv war und dabei dreimal finnischer Meister wurde. In der National Hockey League absolvierte er 57 Partien für die Los Angeles Kings.

## Karriere
Esa Pirnes begann seine Karriere als Eishockeyspieler 1995 bei Kärpät Oulu, für das er vier Jahre lang in der zweitklassigen I-divisioona aktiv war. Anschließend wechselte er zu den Espoo Blues, für die er bis 2001 in der SM-liiga spielte, bevor er einen Vertrag von deren Ligarivalen Tappara Tampere erhielt, mit dem er 2002 Vizemeister und 2003 erstmals in seiner Karriere Finnischer Meister wurde. Zudem erhielt er in der Meistersaison 2002/03 aufgrund seiner Leistungen die Jari-Kurri-Trophäe als bester Spieler der Playoffs und wurde ins SM-liiga All-Star-Team gewählt. Daraufhin wurden die Los Angeles Kings auf den Center aufmerksam, die ihn im NHL Entry Draft 2003 in der sechsten Runde als insgesamt 174. Spieler auswählten. In der Saison 2003/04 erzielte der Finne in 57 Spielen für die Kings in der National Hockey League elf Scorerpunkte, darunter drei Tore. Aufgrund des Lockouts in der NHL-Saison 2004/05 kehrte er Pirnes in seine finnischen Heimat zurück, wo er einen Vertrag bei Lukko Rauma erhielt, wo er ebenso eine Spielzeit lang spielte wie in der folgenden Saison bei seinem Ex-Klub Espoo Blues. 
In den Jahren 2006 bis 2008 war Pirnes erstmals im europäischen Ausland aktiv, als er zwei Jahre lang für Färjestad BK aus der schwedischen Elitserien auflief. Daraufhin wechselte er im Sommer 2008 zu Atlant Mytischtschi in die neugegründete Kontinentale Hockey-Liga. Nach einer guten Spielzeit mit 50 Punkten aus 51 KHL-Spielen für Atlant Mytischtschi kehrte der Finne zur Saison 2009/10 in seine Heimat zurück und unterschrieb einen Kontrakt bei Jokerit. Am 12. September 2011 unterschrieb Esa Pirnes einen Vertrag über vier Wochen beim EV Zug, den er anschließend bis Saisonende verlängerte.
Zwischen Mai 2012 und Februar 2014 war er für den AIK Stockholm und gehörte dort zu den besten Punktesammlern des Teams. Anschließend kehrte er zu seinem Heimatverein zurück und beendete 2016 seine Karriere.

### International
Für Finnland nahm Pirnes im Juniorenbereich ausschließlich an der U20-Junioren-Weltmeisterschaft 1997 teil. Im Seniorenbereich stand er im Aufgebot seines Landes bei den Weltmeisterschaften 2003, 2004, 2006 und 2008 sowie in den Jahren 2003 bis 2009 in der Euro Hockey Tour.

## Erfolge und Auszeichnungen
| - 2002 Finnischer Vizemeister mit Tappara Tampere - 2003 Finnischer Meister mit Tappara Tampere - 2003 Jari-Kurri-Trophäe - 2003 SM-liiga All-Star-Team - 2003 SM-liiga-Spieler des Monats März | - 2006 Raimo-Kilpiö-Trophäe - 2009 KHL All-Star Game - 2014 Finnischer Meister mit Kärpät Oulu - 2015 Finnischer Meister mit Kärpät Oulu |

### International
- 2006 Bronzemedaille bei der Weltmeisterschaft
- 2008 Bronzemedaille bei der Weltmeisterschaft

## Statistik
(Stand: Ende der Saison 2015/16)